# Dubyaea bhotanica
Dubyaea bhotanica là một loài thực vật có hoa trong họ Cúc. Loài này được (Hutch.) C.Shih mô tả khoa học đầu tiên năm 1993.